# 2004 chez Disney
Cet article présente la liste des évènements de la Walt Disney Company ayant eu lieu en 2004.

## Événements

### Janvier
- 7 janvier 2004, Lancement de la chaîne ESPN Deportes[1]
- 27 janvier 2004, Lancement de la campagne de Roy Edward Disney et Stanley Gold visant à destituer Michael Eisner

### Février
- 17 février 2004, Disney achète les droits et le catalogue des Muppets et Tibère et la Maison bleue, et crée en avril la Muppets Holding Company

### Mars
- 9 mars 2004, Sortie en DVD du film Les Aventures de Petit Gourou
- 21 mars 2004, Première mondiale du film La ferme se rebelle aux États-Unis

### Avril
- 2 avril 2004, 
  - Sortie du film La ferme se rebelle aux États-Unis
  - Disney lance Disney Channel et Playhouse Disney à Hong Kong et Playhouse Disney en Indonésie[1]
- 9 avril 2004, Walt Disney Feature Animation annonce la fermeture dès juin de Walt Disney Animation Japan[2]
- 21 avril 2004, Disney annonce une restructuration de sa division Disney Media Networks avec pour effet la nomination d'Anne Sweeney et George Bodenheimer, co-pdg de la division, Sweeney présidente du Disney-ABC Television Group et Bodenheimer président d'ESPN[3]
- 26 avril 2004, UTV Software Communications fonde UTV Communications (USA) LLC, filiale américaine assurant la distribution des productions aux États-Unis[4]

### Mai
- 5 mai 2004, Ouverture de l'attraction Tower of Terror à Disney's California Adventure
- 15 mai 2004
  - Disney crée une nouvelle filiale Muppets Holding Company pour gérer les Muppets achetés à The Jim Henson Company[5].
  - Ouverture de l'attraction Buzz Lightyear's Astro Blasters à Tokyo Disneyland[6]
- 17 mai 2004, Ouverture du Disney's Saratoga Springs Resort à Walt Disney World Resort[7]
- 25 mai 2004, Lancement du MMORPG Disney's Toontown Online au Royaume-Uni[8]

### Juin
- 9 juin 2004, ESPN commence la construction d'un bâtiment de bureaux de trois étages et 125 000 pieds carrés (11 613 m2) au sein de son siège social[9]
- 26 juin 2004, Le spectacle Légende du Roi Lion débute au Vidéopolis de Parc Disneyland[10]

### Juillet
- 1er juillet 2004, Disney fonde une filiale en Inde, The Walt Disney Company (India) Pvt Ltd[11]

### Août
- 3 août 2004, Sortie en DVD du film Mickey, Donald, Dingo : Les Trois Mousquetaires
- 5 août 2004, Disney lance le Disney Dream Desk, son premier ordinateur pc[5]
- 7 août 2004, Première mondiale du film Un mariage de princesse au cinéma AMC de Downtown Disney du Disneyland Resort en Californie
- 10 août 2004, Donald Duck se voit décerner une étoile sur le Walk of Fame à Hollywood[12]
- 20 août 2004, Fermeture de l'attraction Who Wants To Be A Millionaire-Play It! à Disney's California Adventure
- 21 août 2004, Début de la série d'animation Brandy et M. Moustache

### Septembre
- 4 septembre 2004, Dernière représentation de la comédie musicale Aïda à Broadway[13]
- 5 septembre 2004, Fermeture de l'attraction Le Visionarium au Parc Disneyland
- 15 septembre 2004, Première de la comédie musicale Mary Poppins à Bristol (Angleterre).
- 23 septembre 2004, La cérémonie de "chapeautage" du château de Hong Kong Disneyland a lieu.
- 27 septembre 2004, American Broadcasting Company lance ABC1, une chaine généraliste britannique[14]

### Octobre
- 3 octobre 2004, Début de l'émission Desperate Housewives sur ABC
- 5 octobre 2004, Ouverture de la World of Disney de New York
- 12 octobre 2004, UTV Motion Pictures crée une filiale en Mauritanie[15].
- 27 octobre 2004, 35 des 101 employés de Walt Disney Animation Japan créent un studio nommé The Answer Studio qui se voit confier la réalisation de The Cat That Looked at a King un court métrage pour le 40e anniversaire du film Mary Poppins (1964)[16]

### Novembre
- 3 novembre 2004, Sortie en DVD du film Mulan 2 : La Mission de l'Empereur
- 5 novembre 2004, Première mondiale du film Les Indestructibles aux États-Unis
- 9 novembre 2004, Sortie en DVD du film Mickey, il était deux fois Noël
- 11 novembre 2004, Disney et Sony sont autorisés à créer une société de VOD au Royaume-Uni nommée MovieCo[17], future FilmFlex
- 16 novembre 2004
  - Ouverture de l'attraction Stitch's Great Escape! au Magic Kingdom
  - Ouverture de l'attraction Turtle Talk with Crush à Epcot
- 17 novembre 2004, Diane Disney-Miller annonce le projet du Walt Disney Family Museum
- 21 novembre 2004, Disney vend les Disney Stores nord-américaines à The Children's Place[18]
- 22 novembre 2004, The Children's Place annonce avoir pris le contrôle des 313 Disney Store nord-américaines[19]
- 29 novembre 2004, The Walt Disney Company Limited achète 33 % de Filmflex Movies pour 1,05 million £[20].

### Décembre
- 1er décembre 2004, ESPN officialise le service téléphonique ESPN Mobile
- 15 décembre 2004, 
  - Première de la comédie musicale Mary Poppins à Londres au Prince Edward Theatre[21]
  - The Walt Disney Company Limited annonce avoir investi 6,235 millions de £ dans Mary Poppins à West End[20]
- 17 décembre 2004
  - Disney Channel lance les chaînes Disney Channel India et Toon Disney en Inde[14]
  - Disney pose la première pierre de la première phase du complexe Grand Central Creative Campus avec deux édifices totalisant 250 000 pieds carrés (23 226 m2)[22]
- 24 décembre 2004, Disney annonce un service de bus direct avec l'aéroport international d'Orlando, nommé Disney's Magical  Express, pour mai 2015[23].
- 25 décembre 2004, Sortie du film La Vie aquatique de Touchstone Pictures aux États-Unis